# Кочелаев, Борис Иванович
Бори́с Ива́нович Кочела́ев (род. 19 апреля 1934, рабочий поселок Дирижаблестрой (ныне город Долгопрудный Московской области), СССР) — советский и российский физик, профессор, доктор физико-математических наук.

## Биография
Родился 19 апреля 1934 в рабочем поселке Дирижаблестрой (ныне город Долгопрудный). В 1957 году окончил физико-математический факультет Казанского университета. С 1957 по 1960 г. — аспирант кафедры экспериментальной и теоретической физики Казанского университета, научный руководитель — С. А. Альтшулер. В 1960 году защитил кандидатскую диссертацию по специальности теоретическая физика в Харьковском государственном университете.
В 1968 получил степень доктора наук физико-математических наук. С 1968 по настоящее время — профессор и с 1973 по 2000 гг. —  заведующий кафедрой теоретической физики Казанского университета.
Автор более 150 научных работ, двух монографий и более 30 учебных пособий.
Подготовил 33 кандидата наук, 11 из которых стали докторами наук и профессорами. Научный консультант пяти докторских диссертаций.

## Научные достижения
Область основных научных интересов — электронный парамагнитный резонанс (ЭПР), магнетизм, сверхпроводимость, системы с сильными электронными корреляциями, спиновая динамика. Наиболее значимые результаты:
- Развитие теории спин-фононных взаимодействий в парамагнитных кристаллах  [1][2].
- Создание нелинейной теории кинетических процессов в парамагнитных кристаллах, объяснившей экспериментально наблюдаемую фононную лавину [3] и сверхрассеяние света при насыщении на крыле линии ЭПР [4].
- Предсказание обнаруженного позднее эффекта нерезонансного поглощения звука и его гигантского усиления радиочастотным полем.
- Развитие теории электронного парамагнитного резонанса и спиновой релаксации в обычных сверхпроводниках с парамагнитными примесями[5][6][7].
- Развитие теории ЭПР и спиновой релаксации в сильнокоррелированных системах (высокотемпературных сверхпроводниках[8][9] и системах с тяжёлыми фермионами [10].

Последним результатам очень высокую оценку дал Нобелевский лауреат по физике 1987 года К. А. Мюллер  
"Наконец, следует отметить, что этот важный прогресс был достигнут экспериментальными результатами в университетах Дармштадта и Цюриха, с одной стороны, и глубоким теоретическим пониманием Бориса Кочелаева в Казанском государственном университете, объясняющим их." ("Finally, it should be noted that this important advance was achieved by the experimental results at the universities of Darmstadt and Zurich on the one side and the deep theoretical insight of Boris Kochelaev at the Kazan State University explaining them on the other side.")

## Награды и почетные звания
- Медаль СССР «За освоение целинных земель» (1958)
- Орден СССР «Орден Трудового Красного Знамени» (1976)
- Медаль «Ветеран труда» (1983)
- Заслуженный деятель науки ТАССР (1984)
- Стипендия президента РФ «Выдающиеся ученые России» (1999-2005)
- Заслуженный деятель науки Российской Федерации (2000)
- Заслуженный профессор Казанского университета (2004)
- «Орден Почёта» (2005)
- Государственная премия РТ в области науки и техники (2007)
- Медаль ордена «За заслуги перед Республикой Татарстан» (2015)